# Amesterdão
Amesterdão (português europeu) ou Amesterdã (português brasileiro) (em neerlandês:  Amsterdam AFI: [ˌʔɑmstərˈdɑm] (escutarⓘ)) é a capital e a cidade mais populosa do Reino dos Países Baixos. O seu estatuto de capital holandesa é garantido pela Constituição dos Países Baixos, embora não seja a sede do governo holandês, que fica em Haia. Amesterdão tinha em setembro de 2023, uma população de 930 205 habitantes na cidade propriamente dita, 1 470 595 habitantes em sua área urbana e 2 480 394 habitantes na área metropolitana. A cidade está localizada na província da Holanda do Norte, no oeste do país. É composta por grande parte da parte norte da Randstad, uma das maiores aglomerações urbanas da Europa, com uma população de aproximadamente 7 milhões de habitantes.
O nome da cidade deriva Amstelredamme, uma indicação de sua origem como uma represa do rio Amstel. Originária de uma pequena vila de pescadores que surgiu no final do século XII, Amesterdã tornou-se um dos portos mais importantes do mundo durante o Século de Ouro dos Países Baixos (século XVII), como resultado de seus desenvolvimentos inovadores no comércio. Durante essa época, a cidade era o principal centro financeiro e de diamantes do mundo. Nos séculos XIX e XX a cidade expandiu-se e muitos novos bairros e subúrbios foram planejados e construídos. Os canais de Amesterdão e a Linha de Defesa de Amesterdão são considerados Patrimónios Mundiais pela UNESCO.
Como a capital comercial dos Países Baixos e um dos principais centros financeiros da Europa, Amesterdão é considerada uma cidade global alfa. A cidade é também a capital cultural do país. Muitas grandes instituições holandesas mantêm suas sedes na cidade e sete das 500 maiores empresas do mundo, Philips e ING Group, baseiam-se na capital holandesa. Em 2012, Amesterdão foi classificada como a segunda melhor cidade para se viver pela Economist Intelligence Unit (EIU).
Entre os seus residentes famosos estão Anne Frank, os artistas Rembrandt e Vincent van Gogh e o filósofo Baruch Spinoza. A Bolsa de Amesterdão, a mais antiga bolsa de valores do mundo, está localizada no centro da cidade. As principais atrações são seus canais históricos, o Rijksmuseum, o Museu Van Gogh, Stedelijk Museum, Hermitage Amsterdam, Casa de Anne Frank, Museu de Amesterdão, sua zona de meretrício e seus muitos coffeeshops, que atraem mais de 5 milhões de visitantes estrangeiros por ano.

## Etimologia
A palavra que deu origem ao nome da cidade de Amesterdão vêm do latim Homines manentes apud Amestelledamme, ou seja, "homens que vivem próximo ao Amestelledamme". Amestelledamme é dam (dique) do rio Amstel, cujo nome pode ser interpretado como ame ("água") e stelle ("terra seca").

## História

### Fundação e Idade Média

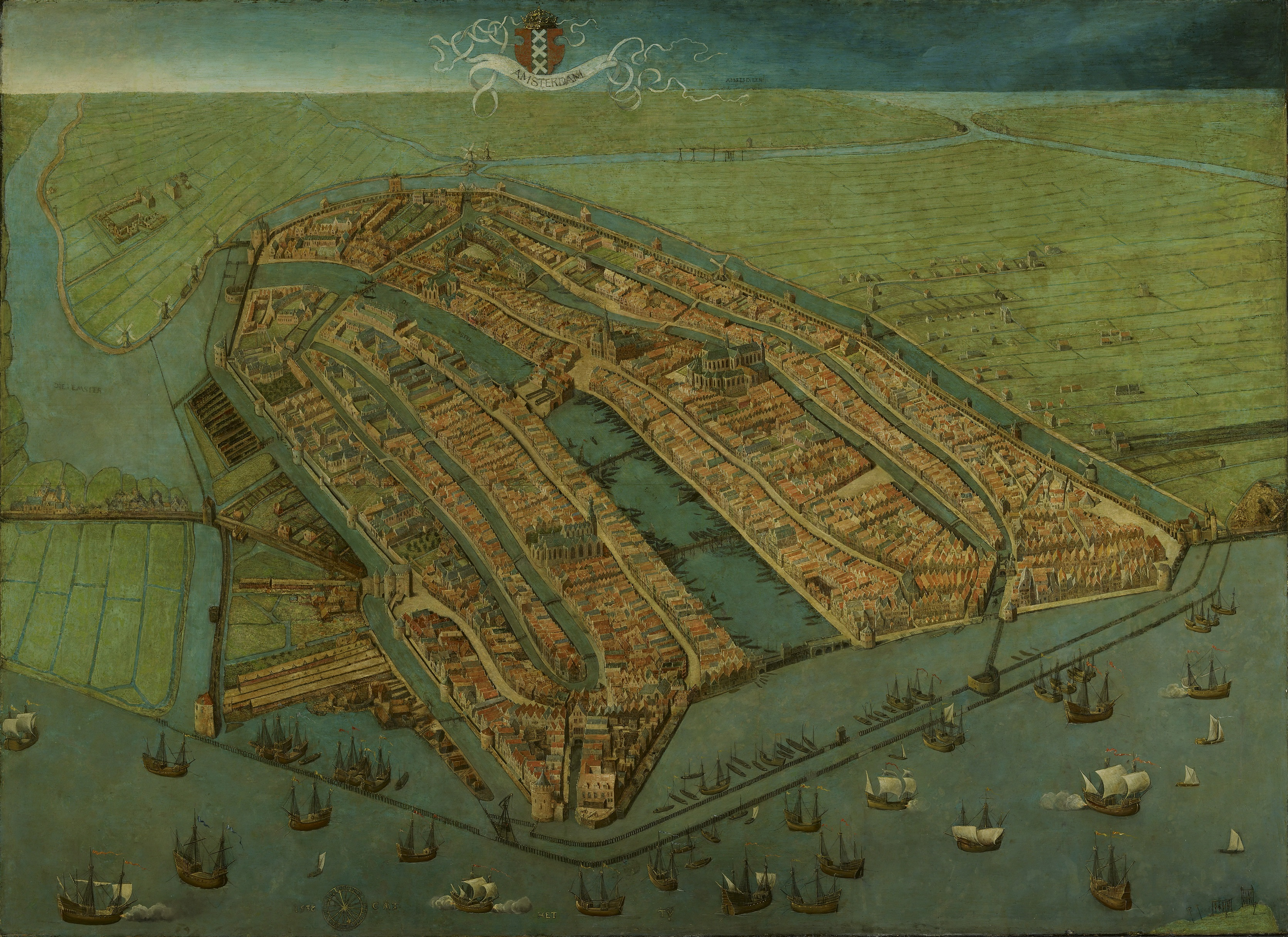
Pintura de Amesterdão em 1538

Amesterdão localiza-se no litoral norte do país, junto ao lago IJsselmeer, formado pela construção de uma barragem, concluída em 1932. O lago encontra-se a cerca de oito metros acima do nível do mar. Amesterdão era um diminuto porto de pesca do domínio do Amstel. Séculos depois, foi se tornando comercialmente importante, porque foram construídos molhes e canais e concedidas franquias. Foi transformado em membro da Liga Hanseática em 1358 e, desde 1367, da Confederação de Colônia. Foi convertido com rapidez em um dos mais importantes portos de onde partem embarcações em direção à Renânia. Nos primeiros anos do século XVI, quando residiam mais de 30 mil pessoas, a capital neerlandesa começou a sua rivalidade com o vasto centro comercial de Antuérpia.

### Conflito com a Espanha e Era de Ouro holandesa

Praça Dam, no final do século XVII; pintura de Gerrit Adriaenszoon Berckheyde

Em 1578 a burguesia calvinista da cidade declarou a sua independência do império colonial espanhol, que não foi capaz de subjugá-la embora as guerras se prolongassem. A Antuérpia arruinada e os religiosos perseguidos nos domínios de Filipe II da Espanha foram o motivo para instalar em Amesterdão a maioria da burguesia do comércio daquela cidade. Pouco a pouco, Amesterdão passou a dispor de uma frota marítima de grande poder, com capacidade para a criação de um império colonial concorrente do espanhol e do português, transformando-se no centro comercial e financeiro de maior atividade na Europa, primazia ostentada por aproximadamente um século. Em 1602, foram criadas na cidade a Companhia das Índias Orientais e a Bolsa de Amesterdão, cuja construção do edifício data de 1561. Em 1609, foi fundado o Banco de Amesterdão, que emitiu uma moeda valiosa pela qual mereceu, como nenhuma outra instituição financeira em seu tempo, a confiança dos comerciantes europeus.
Uma forma de governo ideologicamente muito tolerante foi adotada pela burguesia da cidade, tornando-se Amesterdão no mais importante centro editorial do continente. Uma grande quantidade de membros de grupos religiosos que foram alvo de perseguição, como os judeus sefarditas — em Amesterdão nasceu o filósofo Baruch de Spinoza, que pertencia a este grupo de judeus — e huguenotes da França, ali se refugiaram, dando a sua contribuição para a criação de um ambiente de cosmopolitismo e de inovação.

### Declínio, modernização e século XX

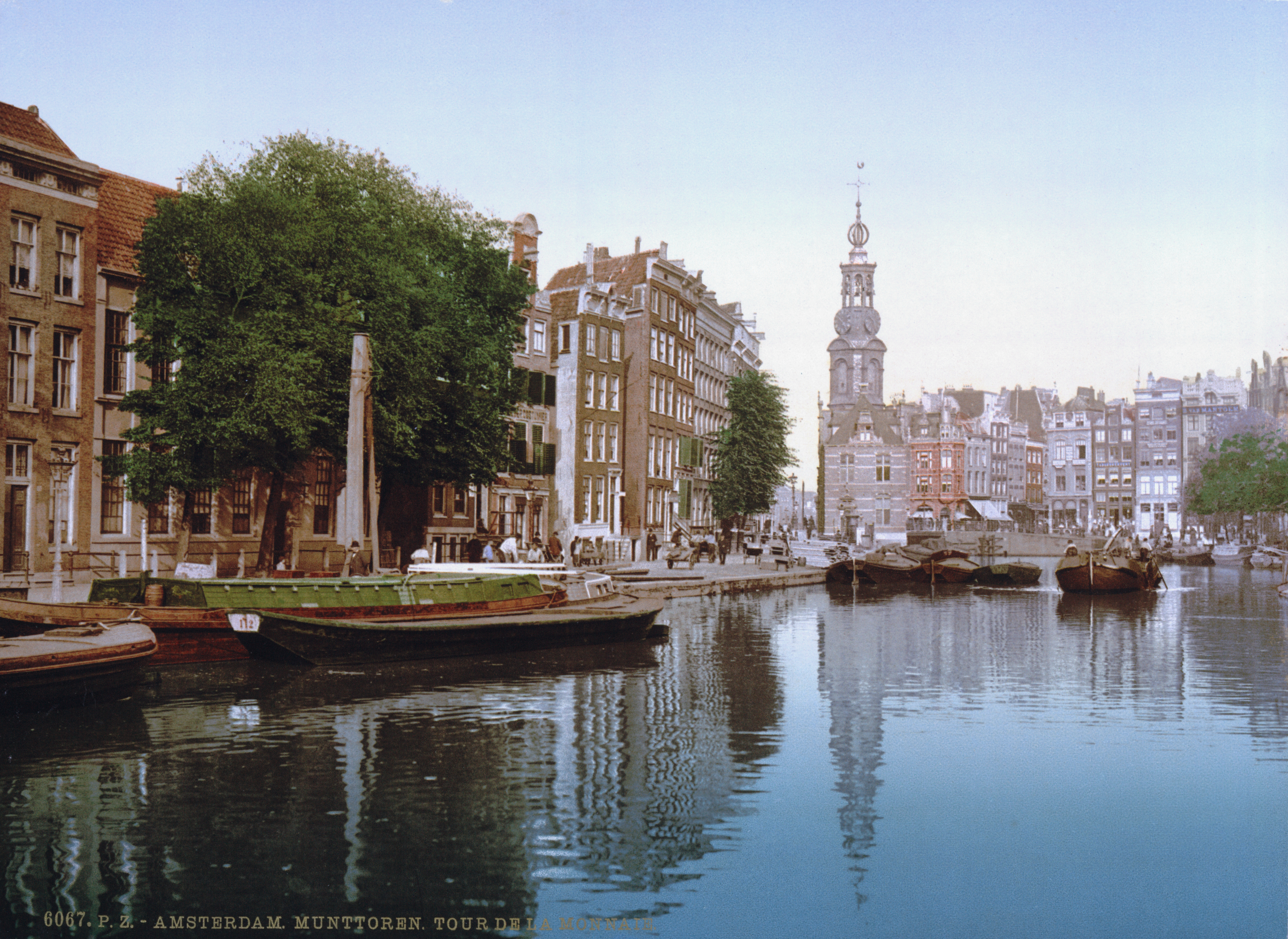
Vista da Munttoren em 1900

No início do século XVIII a população da cidade era superior a 200 mil amesterdaneses. Mas Londres ultrapassou a relevância económica de Amesterdão devido à revolução industrial inglesa e o império britânico expandiu-se. Como a França ocupou a região de 1795 até 1813, o bloqueio continental, que Napoleão Bonaparte impôs, afetou gravemente a economia dependente do comércio por mar. De qualquer forma, declarou-se capital do reino da Holanda de 1806 até 1810 e, em 1814, capital da Holanda do Norte, no reino dos Países Baixos. A partir de 1830, a Revolução Belga foi o motivo da ação revitalizadora do porto de Antuérpia. Também o concorrente porto de Roterdão, com um porto com capacidade para embarcações de muitas toneladas, contribuiu para o declínio de Amesterdão. Os novos canais abertos para a navegação foram a salvação do porto da cidade, um dos de maior atividade da Europa.
Amesterdão começou a se expandir com rapidez após 1900. Uma grande quantidade de áreas de fábricas e de novas casas apareceu na parte meridional da cidade após a Primeira Guerra Mundial.
De 1940 até 1945, durante a Segunda Guerra Mundial, as tropas nazis ocuparam Amesterdão, com perseguição aos seus habitantes, em grande número de judeus, Os alemães destruíram as instalações portuárias nos últimos dias da guerra, porém a cidade recuperou-se e expandiu-se para a parte ocidental. Nos final da década de 1950, Amesterdão destacaria-se novamente como o centro financeiro e industrial dos Países Baixos.

## Geografia

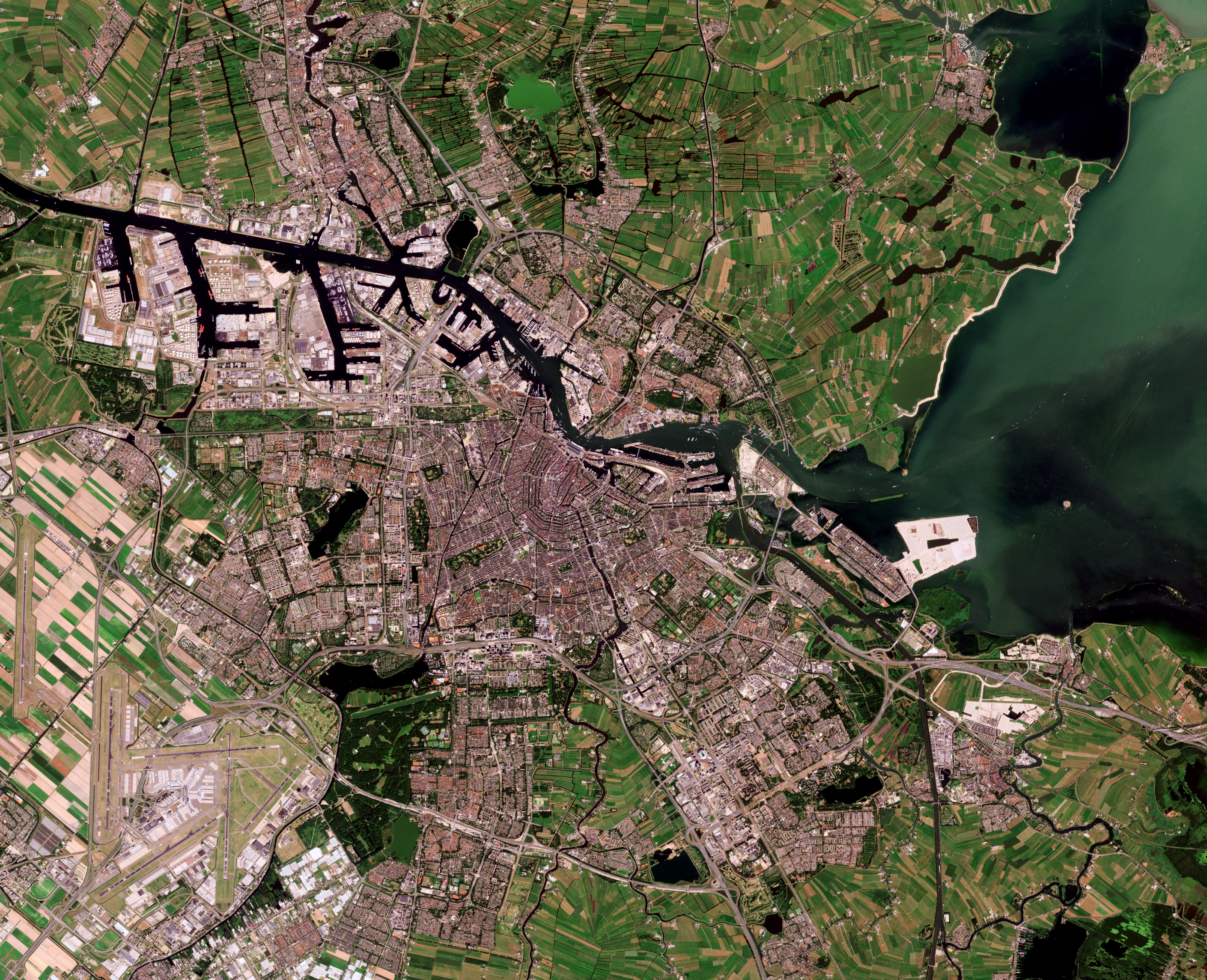
Imagem de satélite de Amesterdão

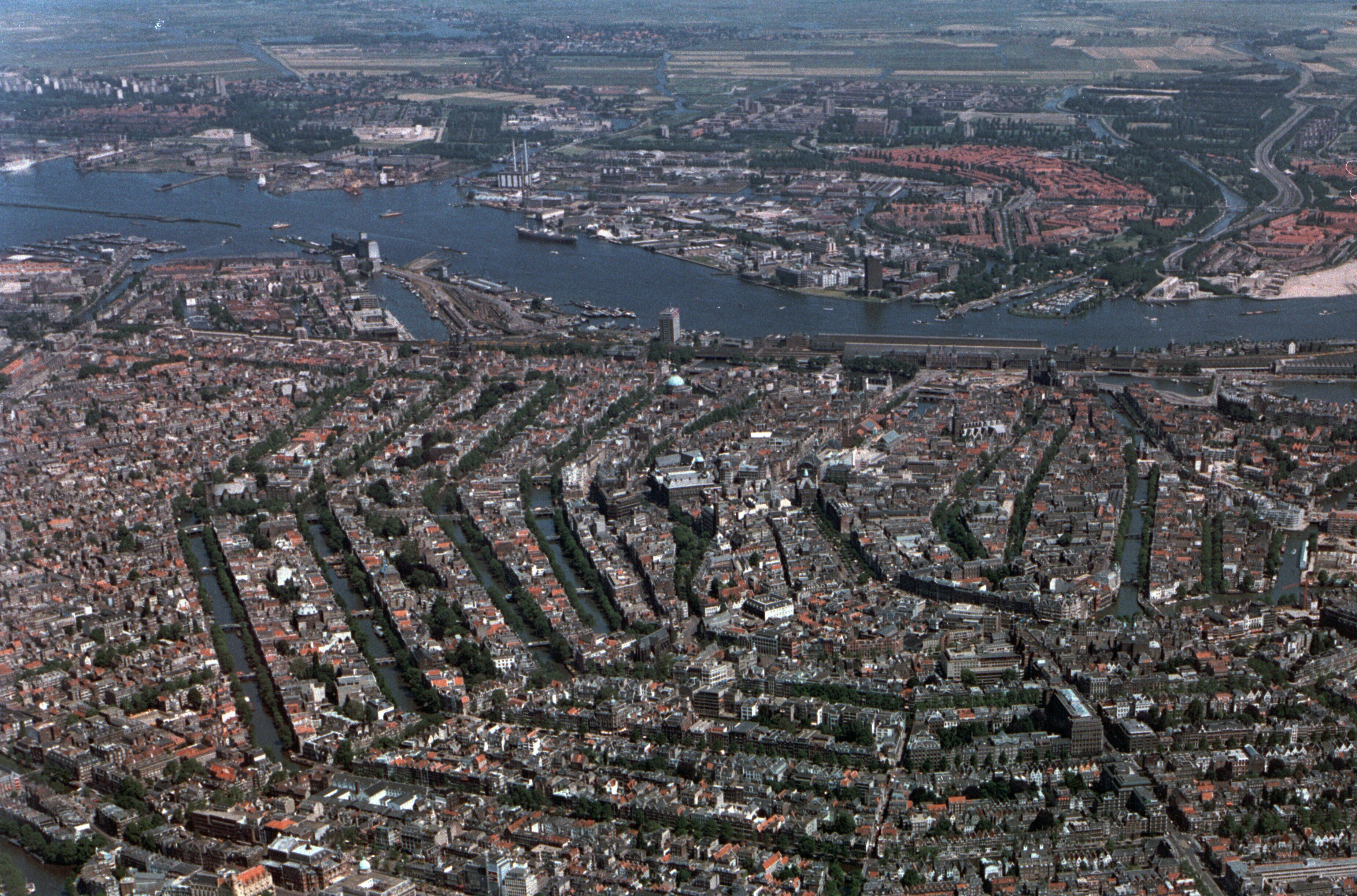
Fotografia aérea do famosos canais de Amesterdão (1982 a 1986)

A maior parte da cidade é constituída por pôlderes. A área urbana inclui os municípios de Aalsmeer, Amesterdão, Amstelveen, Diemen, Haarlemmermeer, Ouder-Amstel, Uithoorn, e Waterland. O tamanho da área urbana inteira atinge 896,96 km² mas só 718,03 km² é terra. A área conhecida como Grande Amesterdão (Stadsgewest Amsterdam) inclui a área urbana e as cidades satélites. O total desta área é de 1 896,97 km², sendo 1 447,36 km² constituído de terra.
O relevo de Amesterdão é de uma região que se encontra abaixo do nível do mar. Um sistema bem projetado de canais em forma de círculos que se interligam, é a base do sistema de drenagem urbana. Esses canais, que correm à sombra de árvores, são as vias de transportes que dividem Amesterdão em ilhas. Mais de quatrocentas pontes conectam as ilhas. Constroem-se quase a totalidade das residências em cima de estacas de madeira, devido à inundação e à pouca consistência do solo. Amesterdão, está dois metros abaixo do nível do mar, e é banhada pelo rio Amstel, de onde vem o seu nome devido ao dique que protege a cidade contra inundações.

### Hidrografia

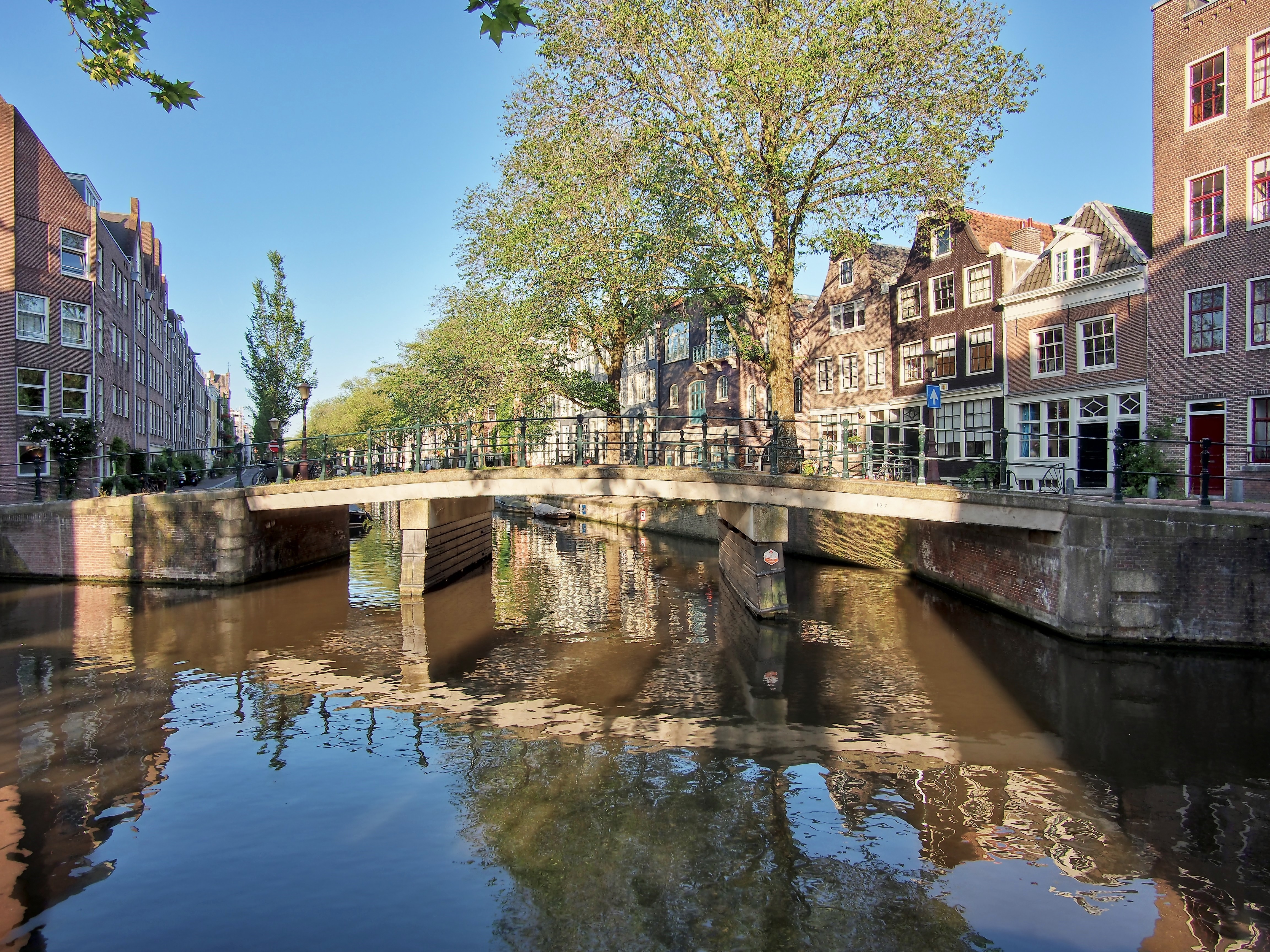
O Egelantiersgracht fica a oeste de Grachtengordel, no bairro de Jordaan.

Amsterdã é conhecida como a Veneza do norte, por ter mais de 100 quilômetros de canais, ou grachten, que formaram 90 ilhas, ligadas por cerca de 1.200 pontes. Os três canais principais (Herengracht, Prinsengracht, Keizersgracht), escavados durante o século XVII, durante o século de ouro dos Países Baixos, formam anéis concêntricos ao redor de Amsterdã, conhecidos como Grachtengordel. O anel de canais de Amsterdã abrange 2 200 construções, das quais 1.550 são consideradas históricas. O anel de canais construído no final do século XVI e século XVII é considerado Patrimônio Mundial da Humanidade pela UNESCO.
Durante o século XIX, a qualidade da água dos canais era ruim, pois a água era estagnante e nela haviam fezes, peixes mortos e lixo. Para melhorar a situação, foi construída, em 1879, a estação de bombeamento de água de Zeebrug, que descarregava água do Zuiderzee para desestagnar as águas dos canais. A condição foi melhorada ainda mais em 1935, quando a área central da cidade foi conectada ao sistema de esgoto, porém o distrito de Grachtengordel não foi conectado até 1987. Até a data, as casas despejavam o esgoto diretamente no canal. Em 2018, todas as casas flutuantes foram requeridas a serem conectdas ao sistema de esgoto, embora é esperado que isso não ocorra até 2021. Todos os anos são retirados dos canais cerca de 60 toneladas de plásticos, 7 mil animais mortos, em sua maioria patos, e 12 mil bicicletas. A qualidade da água dos canais aparenta estar melhorando a cada ano.
Não é recomendada a natação nos canais da cidade, com perigos incluindo doenças provenientes das algas, diferença em temperatura de água de cada canal e resíduos sólidos que possam ser encontrados nos canais. A autoridade supervisora dos canais de Amsterdã, Waternet, tem ambição de algum dia o canal ter águas limpas o suficiente para a natação ocorrer sem perigos. Todos os anos é realizada a Natação de Amsterdã, um evento que promove a arrecadação de fundos para a pesquisa e o combate contra a esclerose lateral amiotrófica. A qualidade da água é inspecionada meticulosamente antes do evento acontecer, e o mesmo foi cancelado em 2018, devido a suspeitas de cianobactérias presentes na água. Em 2015, 31% dos participantes ficaram doentes. Isso ocorreu devido à chuva forte, que encheu os esgotos, levando ao canal fezes e urina de humanos e ratos.

### Clima

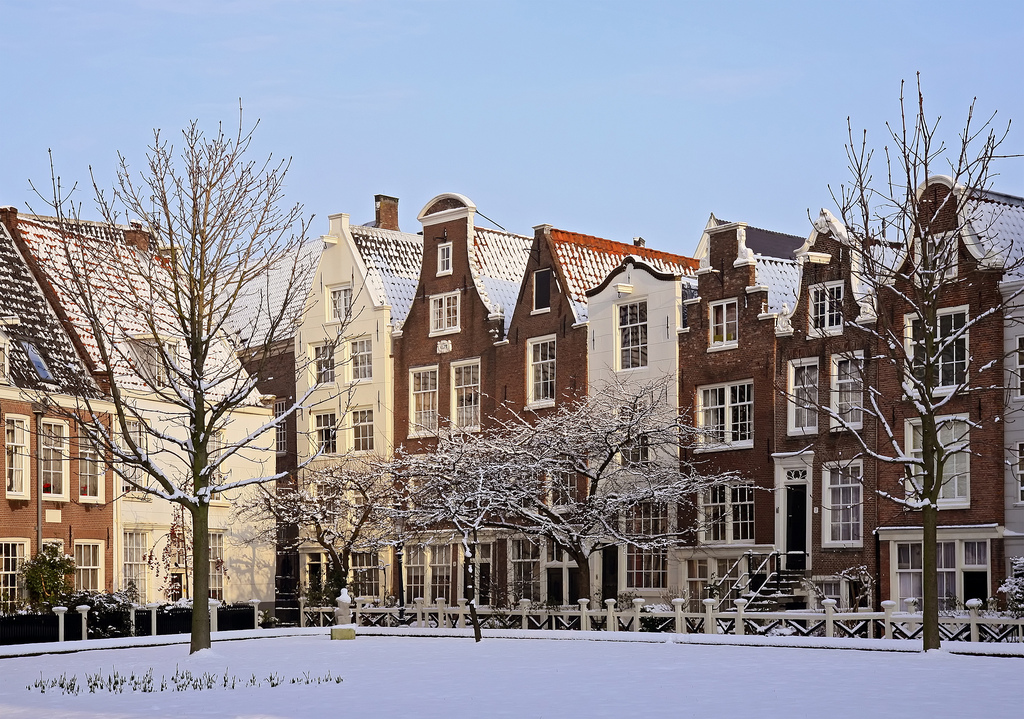
Neve em Amsterdã em 2011

Amsterdã tem um clima oceânico temperado, com temperaturas que podem variar de -7 °C, no inverno, a 30 °C, no verão, embora raramente abaixo de -6 °C ou acima de 27 °C. O inverno é frio, com temperaturas ao redor de 0 °C à noite e um pouco mais quente ao dia, com a umidade e o vento podendo dar uma sensação térmica menor. Ventos vindos do oeste podem levar a temperatura a entre 10 °C e 12 °C, e os do leste podem levá-la abaixo de 0 °C. O verão é uma estação moderada, caracteriza por períodos mais quentes, entre 20 °C e 25 °C, e mais frios, abaixo de 20 °C. As noites podem ser frias, com baixas ao redor de 10 °C, e podem haver curtos períodos de calor, entre 28 °C e 30 °C.
Precipitação é relativamente abundante, com 840 mm anuais, comum e uniformemente espalhada pelo ano inteiro. A estação com mais precipitação é o outono, com entre 12 e 13 dias de precipitação, e a com menos é a primavera. O mês com mais chuva é agosto, com 55 mm, e o com menos é abril, com 18 mm. Agosto é também o mês com mais dias de chuva, uma média de 18,8, e abril o com menos dias, 12,2. Neve cai 5 meses no ano: janeiro, fevereiro, março, novembro e dezembro. O mês com mais neve é fevereiro, com 22 mm, e o com menos é novembro, com 1 mm. Fevereiro tem 3,8 dias de neve, e novembro 0.4. A umidade relativa do ar é maior durante o mês de dezembro (86%) e menor durante abril (75%).

## Demografia
A estimativa populacional de Amsterdã em 2023 é de aproximadamente 930 205 habitantes. Com uma área de 219,32 quilômetros quadrados, isso significa que a densidade demográfica é de 4 241 habitantes por km². A Região Metropolitana de Amsterdã tem uma população estimada de 1 470 595 habitantes em 2023. A população da cidade vem crescendo rapidamente na última década, e é esperado que até 2030 a população venha a crescer a 1 milhão de habitantes.

### Imigração
A população da cidade é uma das mais diversas da Europa. Cerca de metade da população é estrangeira ou tem pais ou avós nascidos em outros países. Nos últimos 50 anos, houve um número grande de imigrantes, principalmente vindos do Suriname, Turquia e Marrocos. Cerca de 49% da população tem descendência holandesa, 9% marroquina, 8% surinamesa, 5% turca e 2% antilhana, 16% europeia e estadunidense e 11% de descendência de outros países não-europeus. Para pessoas abaixo de 15 anos, a descendência marroquina, surinamesa, turca e de outros países não-europeus é mais comum.

### Religião

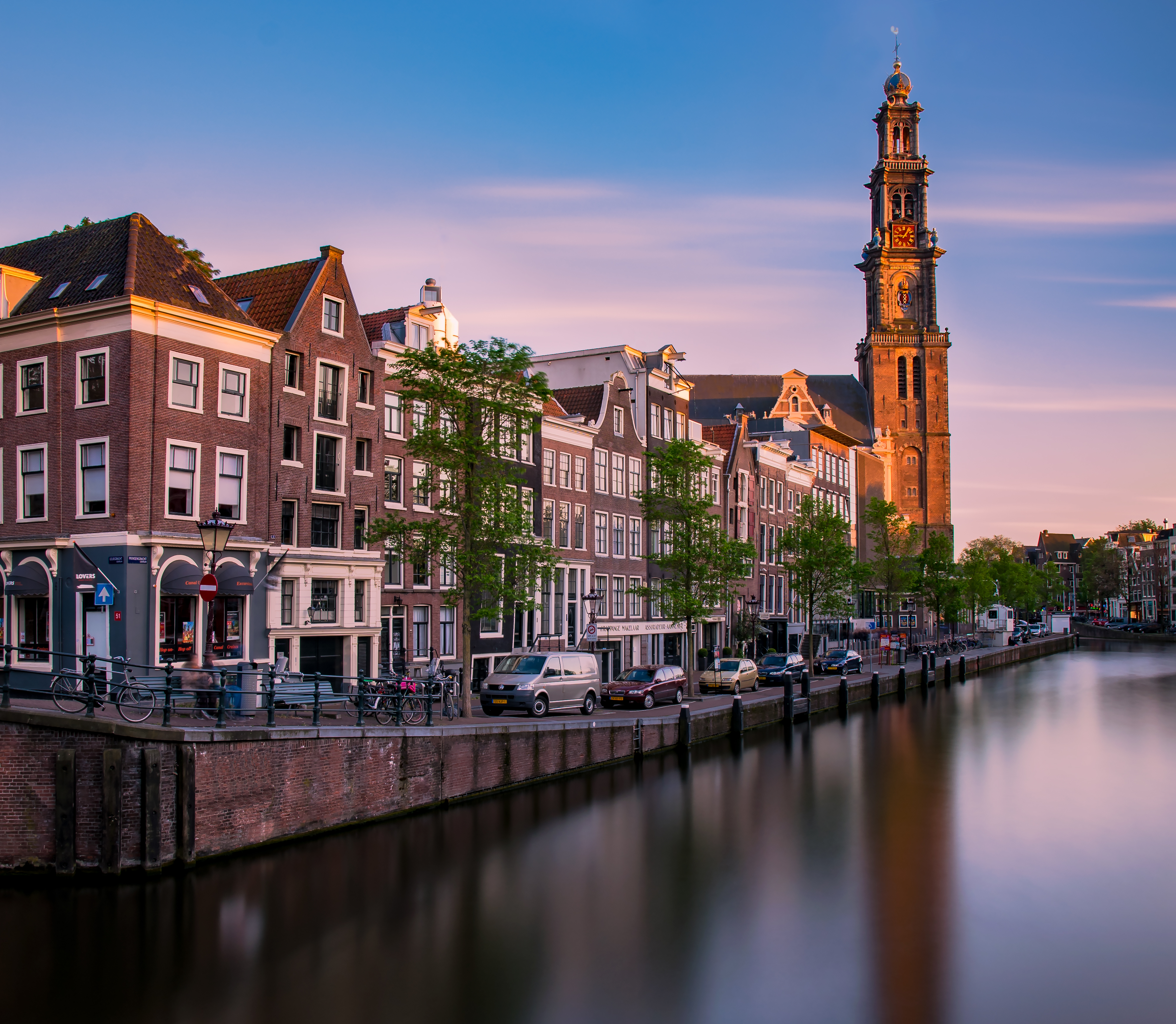
Westerkerk, uma das igrejas mais conhecidas de Amsterdã

Historicamente, Amsterdã tem sido predominantemente cristã. Em 1900, os cristãos formavam o maior grupo religioso da cidade (70% da população), a Igreja Reformada Holandesa formava 45% da população da cidade, enquanto a Igreja Católica formava 25%. Nos últimos tempos, a demografia religiosa em Amsterdã foi alterada pela imigração de ex-colônias. O hinduísmo foi introduzido pela diáspora hindu do Suriname e vários ramos distintos do islamismo foram trazidos de várias partes do mundo, sendo essa agora a maior religião não cristã em Amsterdã. A grande comunidade de imigrantes ganenses estabeleceu igrejas africanas, muitas vezes em garagens de estacionamento na área de Bijlmer.
Durante o século XIII, muitos países europeus introduziram leis com o objetivo de expulsar os judeus. Durante o século XVI, a perseguição desse grupo aumentou, devido à contrarreforma, porém eles eram permitidos em Amsterdã, o que faz com que a população judaica da cidade crescesse. Quando a Alemanha Nazista invadiu a Holanda, na Segunda Guerra Mundial, haviam 60 mil judeus em Amsterdã, cerca de 10% da população da cidade. Muitos não sobreviveram, no entanto, ao Holocausto, com a maioria deles sendo deportados aos campos de extermínio. Após a guerra, apenas 5 mil voltaram à cidade. Nos dias atuais (circa 2024) há cerca de 20 mil judeus, muito menos do que antes da guerra.

## Governo e política

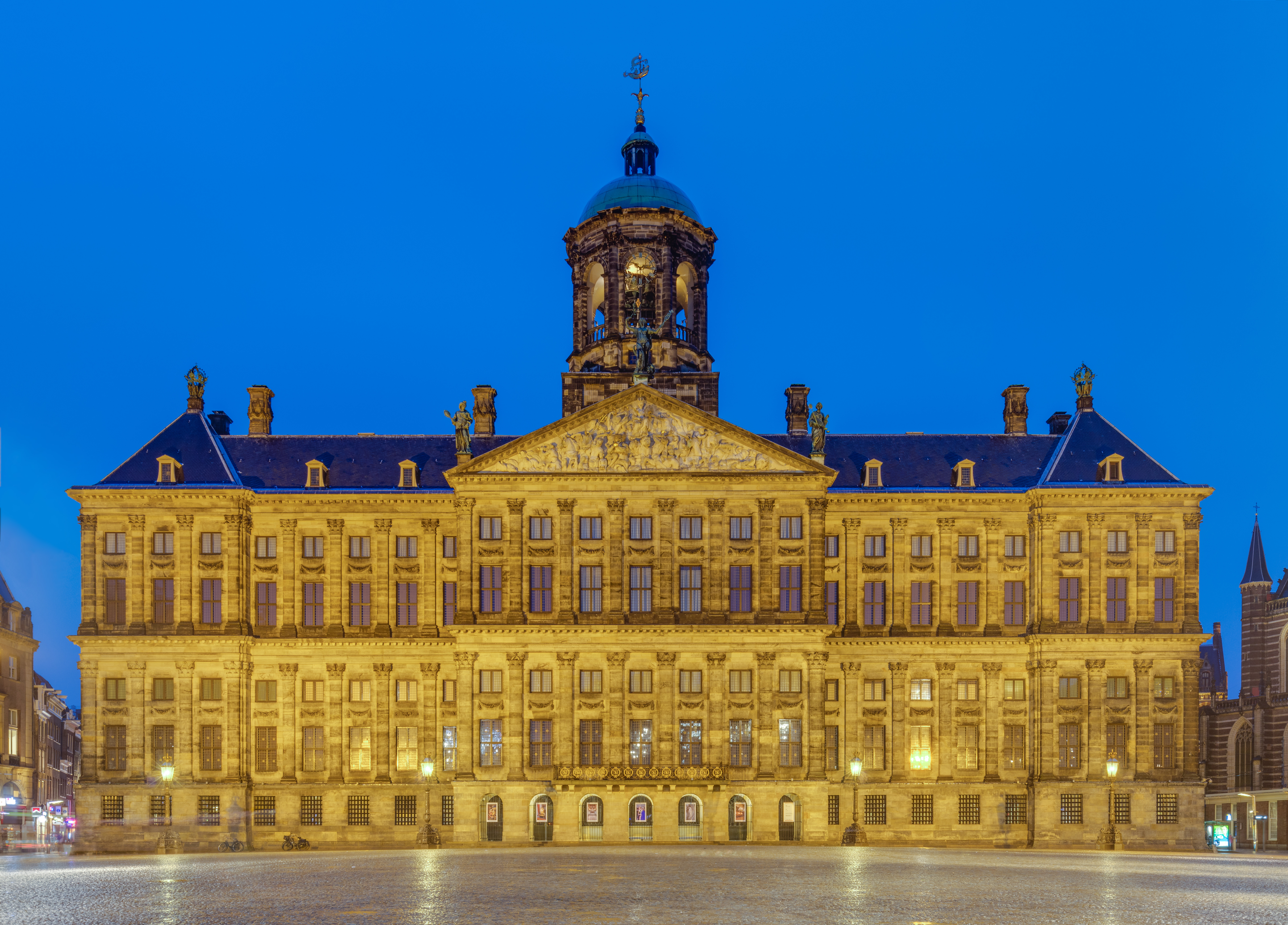
Palácio Real de Amesterdão

A cidade de Amesterdão é um município governado por um conselho municipal eleito por sufrágio universal, um conselho executivo municipal. A cidade também é governada por um prefeito (chamado de Burgemeester). Cada bairro elege seu próprio conselho municipal (com exceção do bairro de Westpoort que é pouco povoado e é regido pelo conselho municipal central).

### Subdivisões

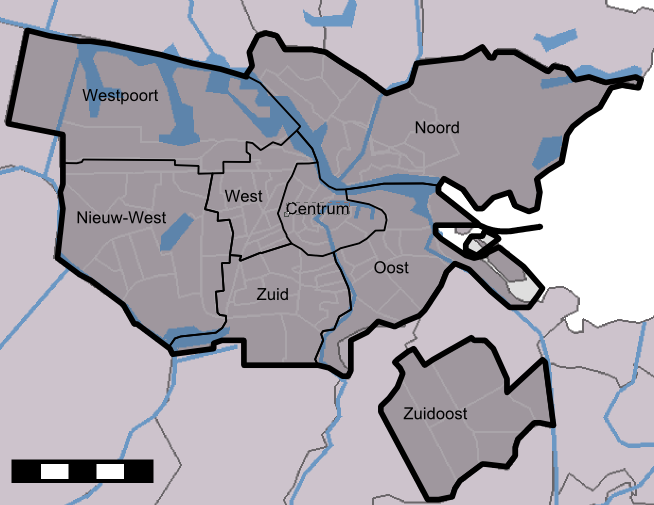
Mapa dos distritos de Amesterdão

Desde 1981, o município de Amesterdão, gradualmente, foi dividido em distritos semi-autónomos, chamados stadsdelen, cujo singular é stadsdeel, significando stad (cidade) e deel (parte). Ao longo do tempo, foi criado um total de 15 bairros. Em maio de 2010, sob uma grande reforma, o número de bairros de Amesterdão foi reduzida para oito: Centrum, Noord, Oost, Zuid, West, Nieuw-West, Zuidoost e Westpoort, que abrange o porto de Amesterdão e não é habitacional. Em 27 de Março de 2022 a cidade de Weesp se incorporou ao município de Amsterdão como uma nova "área urbana" juntamente com a cidade de Driemond, mas não como uma nova stadsdeel.  

### Símbolos
O escudo de Amesterdão consiste em três cruzes denominadas Cruz de Santo André em homenagem a André, o apóstolo, que foi assassinado com este tipo de cruzes. No século XVI foram adicionados dois leões. Existem historiadores que crêem que as cruzes representam os três perigos que mais afetaram a Amesterdão: inundação, incêndio e a peste.
O lema oficial da cidade é: "Heldhaftig, Vastberaden, Barmhartig" ("Valente, Decidida e Misericordiosa"). Estas três palavras provêm da denominação oficial concedida pela rainha Guilhermina dos Países Baixos em 1947, em homenagem a coragem da cidade durante a Segunda Guerra Mundial.

## Economia

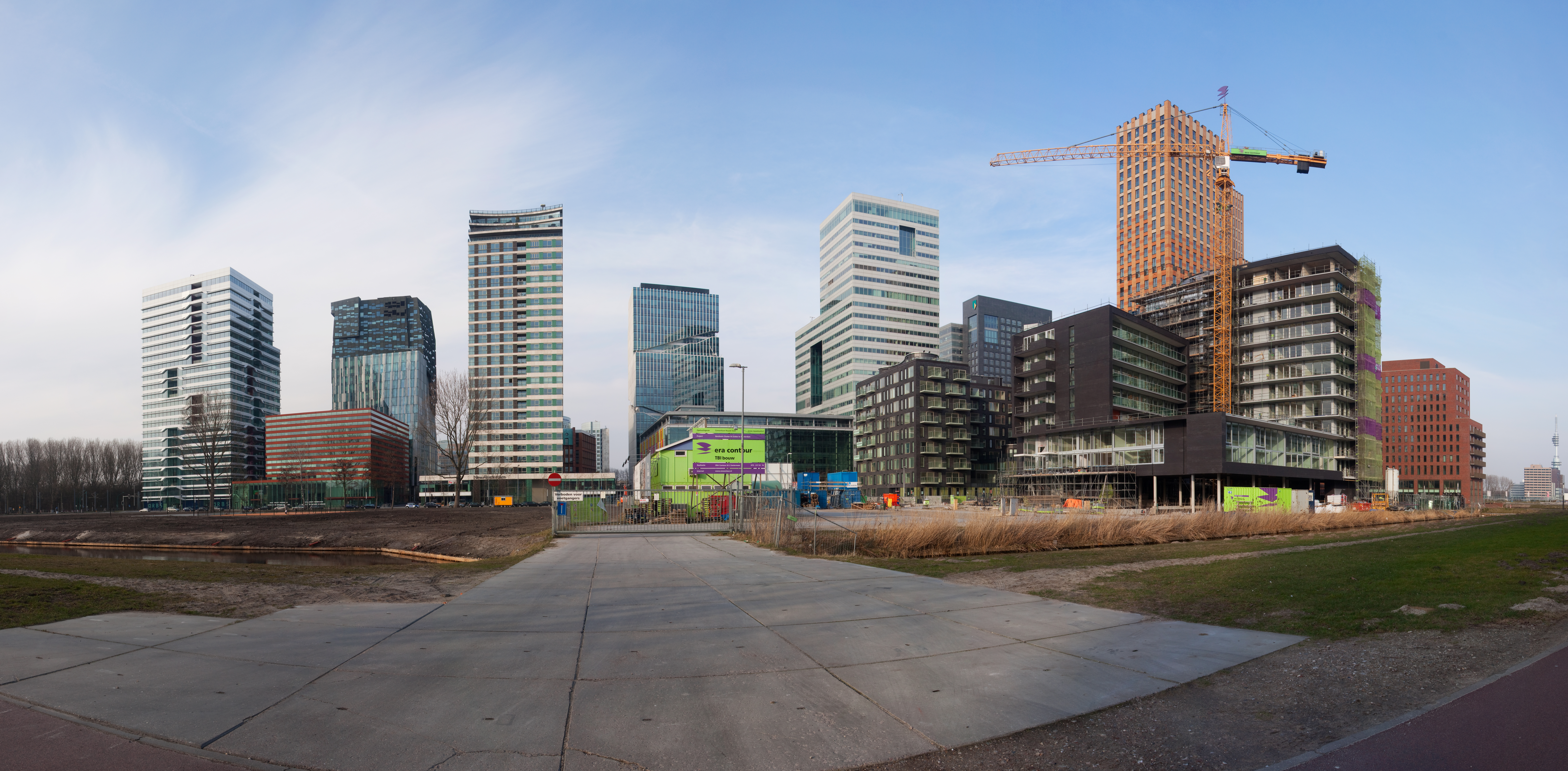
O distrito Zuidas é o principal distrito comercial de Amesterdão e ainda está, em grande parte, em construção. Muitas multinacionais holandesas têm sua sede aqui, como ABN Amro e a Akzo Nobel

Amesterdão é a capital dos Países Baixos em termos de negócios e finanças, e tem sido a quinta cidade europeia em importância no mundo dos negócios, atrás de Londres, Frankfurt, Paris e Bruxelas. Muitas empresas e bancos holandeses têm sua matriz e origem em Amesterdão, como ABN Amro, Heineken, ING Group, Ahold, Delta Lloyd, Royal Dutch Shell e Philips.
A bolsa de Amesterdão denomina-se Euronext Amesterdão, faz parte da Euronext e é a bolsa mais antiga do mundo, sendo hoje em dia uma das mais importantes da Europa. O seu principal índice de bolsa denomina-se AEX.
Amesterdão é a região que mais concentra indústrias e onde os alimentos são processados. Dentre os produtos industrializados de maior importância são contados a cerveja, impressos, navios, metais, medicamentos e roupas. A cidade é também um dos centros onde há indústrias que lapidam diamantes no mundo. Essa indústria de importância teve início em Amesterdão nos últimos anos do século XVI. Demais indústrias são produtoras de jóias, licores, linho, maquinaria, sabão, seda e vidro.
Há muitos anos, Amesterdão é conhecida como um dos portos comerciais de maior destaque no mundo. O porto de Amesterdão está aberto para o rio Ij, um afluente da baía de Ijsselmeer. Um canal conecta o Ij com o mar do Norte. Em 1952, abriu-se um canal que liga de Amesterdão até o rio Reno, aumentando a importância da cidade como porto interno. No Aeroporto Internacional de Schiphol, é sediada a KLM, a companhia aérea dos Países Baixos.

### Turismo

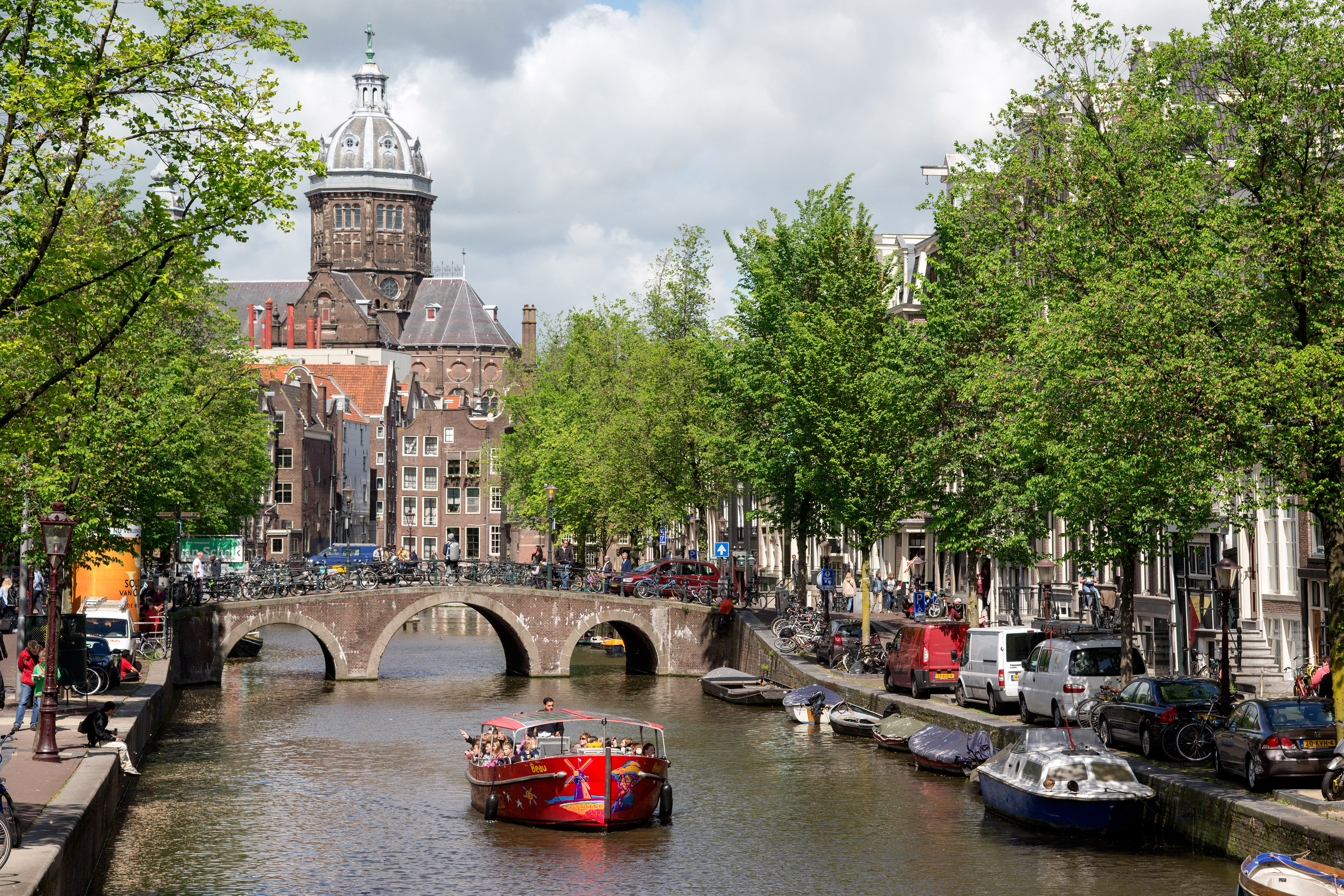
Barco turístico em um dos canais de Amsterdã. Os canais de Amsterdã, do século XVII, foram listados como Patrimônio Mundial da UNESCO em 2010

Amsterdã é um dos destinos turísticos mais populares da Europa, recebendo mais de 5,34 milhões de visitantes internacionais anualmente, isso excluindo os 16 milhões de excursionistas que visitam a cidade todos os anos. O número de visitantes vem crescendo continuamente na última década. Isso pode ser atribuído a um número crescente de visitantes europeus. Dois terços dos hotéis estão localizados no centro da cidade. Os hotéis de 4 ou 5 estrelas contribuem com 42% do total de leitos disponíveis e 41% dos pernoites em Amsterdã. A taxa de ocupação de quartos foi de 85% em 2017, ante 78% em 2006. A maioria dos turistas (74%) é originária da Europa. O maior grupo de visitantes não europeus vem dos Estados Unidos, representando 14% do total. Certos anos têm um tema em Amsterdã para atrair turistas extras. Por exemplo, o ano de 2006 foi designado "Rembrandt 400", para comemorar o 400º aniversário de Rembrandt van Rijn. Alguns hotéis oferecem planos ou atividades especiais durante esses anos. O número médio de visitantes por ano que ficam nos quatro acampamentos ao redor da cidade varia de 12 mil a 65 mil.

## Infraestrutura

### Educação

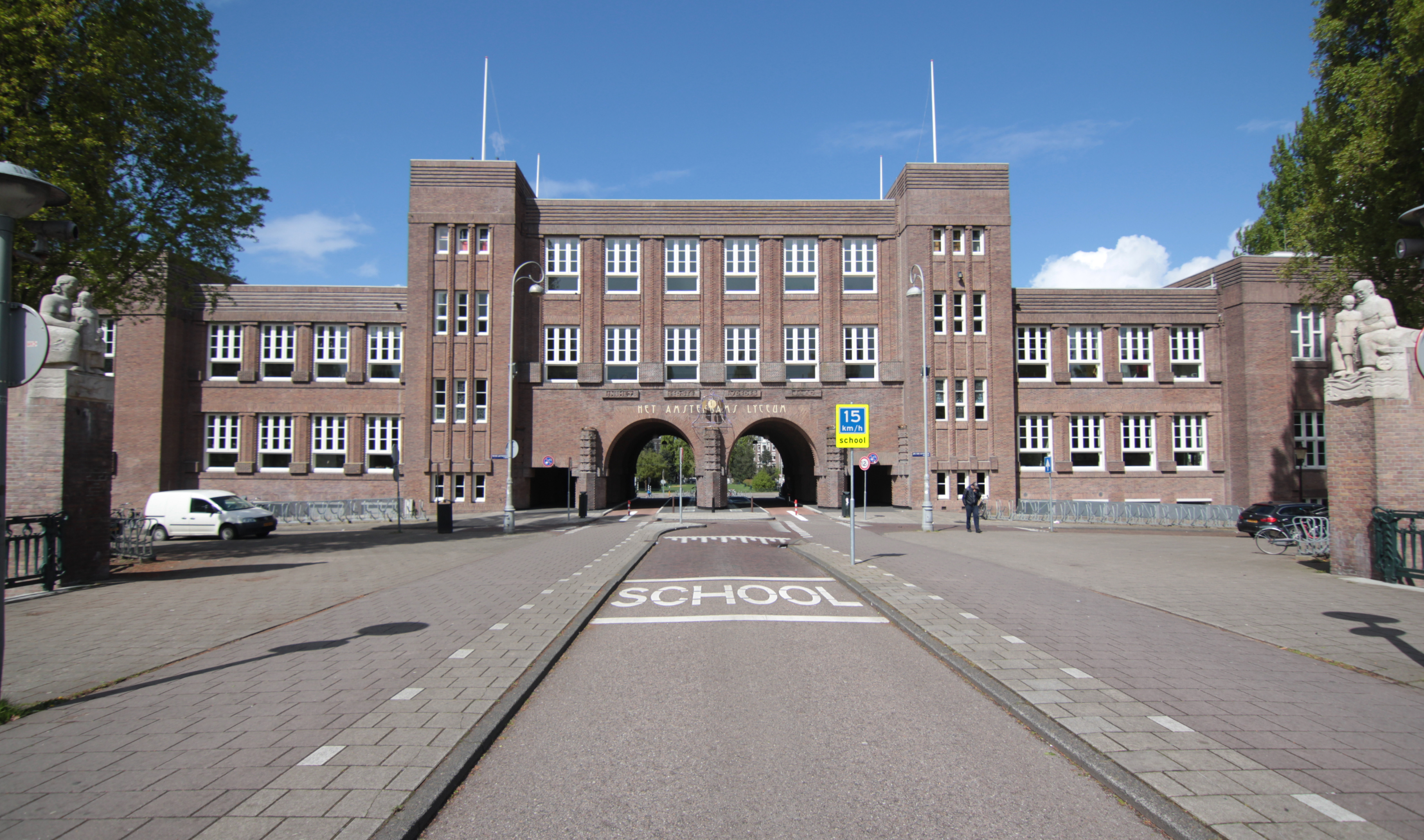
Amsterdams Lyceum, uma instituição de ensino secundário em Amsterdã

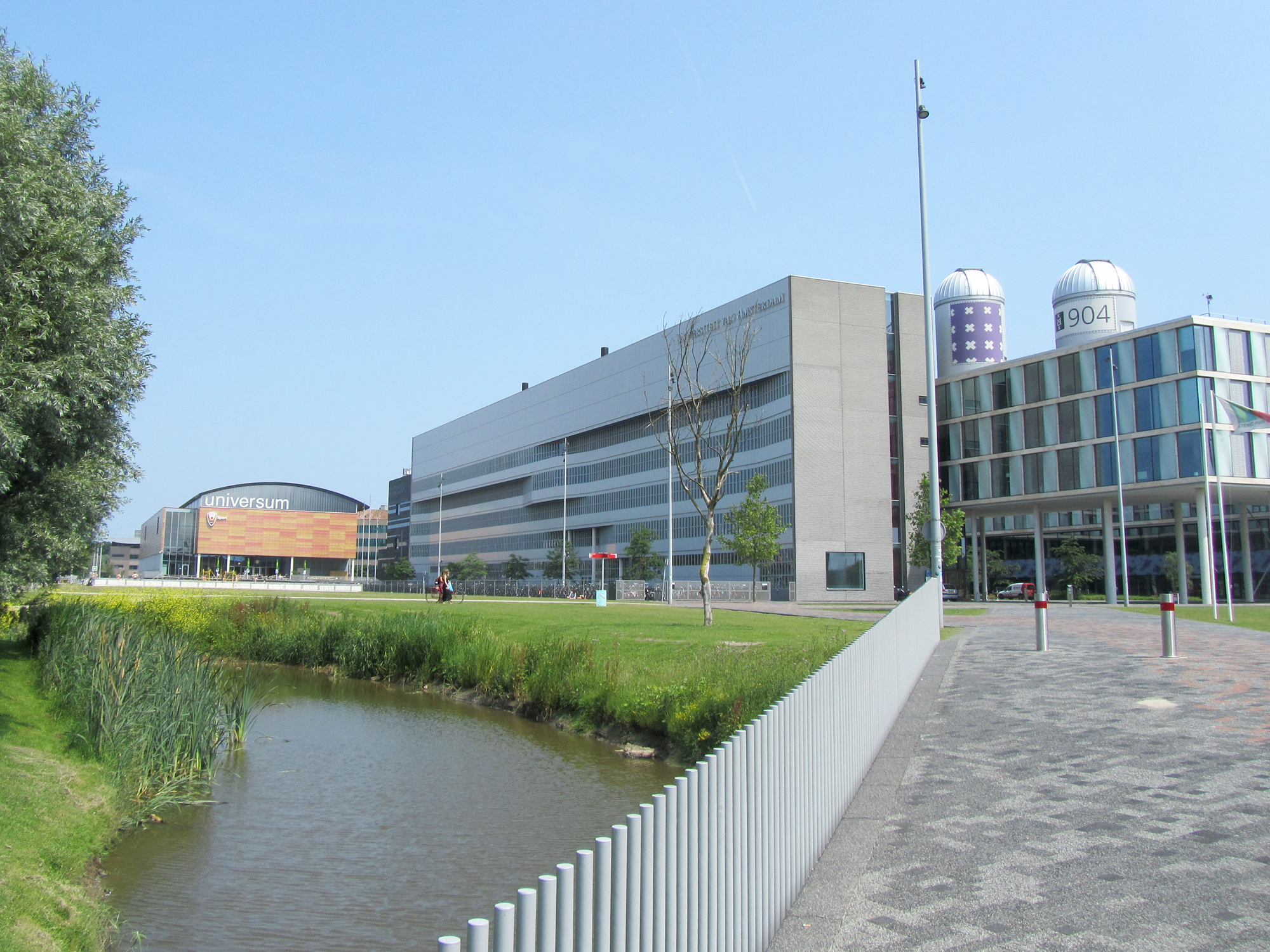
Faculdade de Ciências da Universidade de Amsterdã

Há cerca de 200 escolas primárias em Amsterdã. Alunos são assinados uma escola por meio de um processo centralizado de matriculação. Ao redor do terceiro aniversário das crianças a serem matriculadas, o governo municipal envia um formulário oficial de matriculação. As escolas primárias não requeiram o pagamento de uma taxa escolar, porém podem pedir por ajuda financeira para financiar atividades extra-curriculares. Em algumas escolas, as crianças vão para a casa almoçar, mas os responsáveis podem pagar uma taxa para que as crianças possam almoçar na escola. As aulas ocorrem de segunda à sexta-feira, e é obrigatório que as escolas tenham 940 horas de ensino anuais. O horário da maior parte das escolas é entre as 08h30 e 15h00 horas, com uma pausa para almoço das 12h00 às 13h00.
Há 31 escolas secundárias em Amsterdã. A escola secundária em que o aluno matricula-se pode ser escolhida pelo responsável. Um formulário é recebido pela criança, enviado pela sua escola primária. Nesse formulário, deve ser preenchida uma preferência por alguma escola secundária. Uma vez que o formulado foi preenchido, deve ser enviado para a escola secundária indicada como preferida. É possível visitar as escolas, com as mesmas organizando dias de informação, a maioria entre janeiro e fevereiro, onde os alunos fazem perguntas aos professores. Assim como a educação primária, a secundária também é livre de taxas escolares, porém ajuda financeira pode ser pedida para que a escola realize atividades extracurriculares. Os alunos recebem a maioria dos livros necessários da escola, porém devem pagar por certos suprimentos escolares, como laptops, dicionários e calculadoras.
Há cerca de 28 instituições de ensino superior em Amsterdã. Há duas universidades que cobrem bacharelado, mestrado e doutorado, sendo essas a Universidade de Amsterdã e a Universidade de Vrije. Ambas têm aulas em holandês e inglês, além de outras línguas. A Universidade de Amsterdã é a mais antiga da cidade, fundada em 1632 e expandindo-se no século XIX para tornar-se uma universidade grande, atualmente tendo mais de 24.700 estudantes. Tem cerca de 200 programas de mestrado, sendo considerada pelo ranking mundial das universidades como a 66° melhor, e tendo 6 laureados ao Prêmio Nobel e 5 primeiros-ministros holandeses. A Universidade de Vrije foi fundada em 1880, por protestantes ortodoxos, e atualmente oferece uma educação moderna, tendo mais de 50 programas de bacharelado e quase 100 de mestrado. Há mais de 17 mil estudantes na universidade. A maior instituição de ensino superior na cidade é a Universidade de Ciências Aplicadas de Amsterdã, com mais de 43 mil estudantes e oferecendo uma dúzia de programas de estudo em inglês.

### Transportes

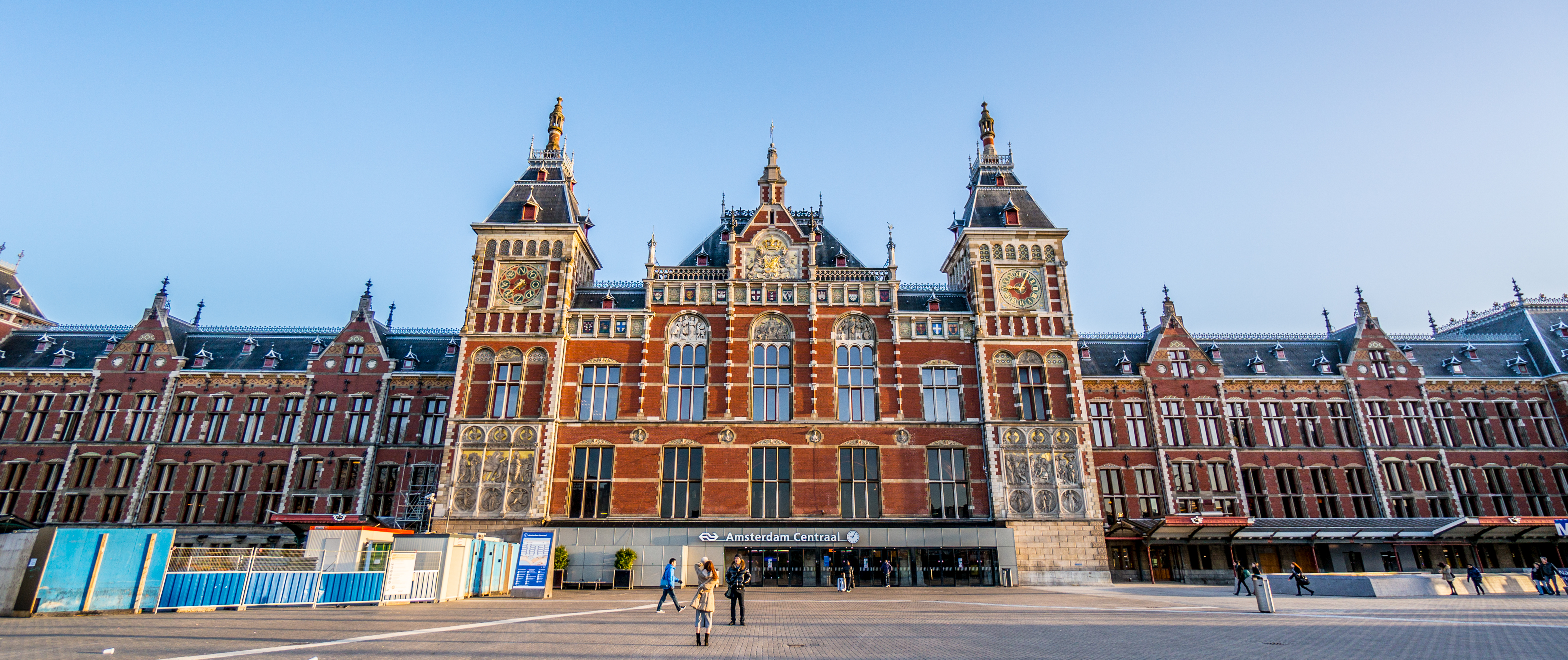
Amsterdam Centraal

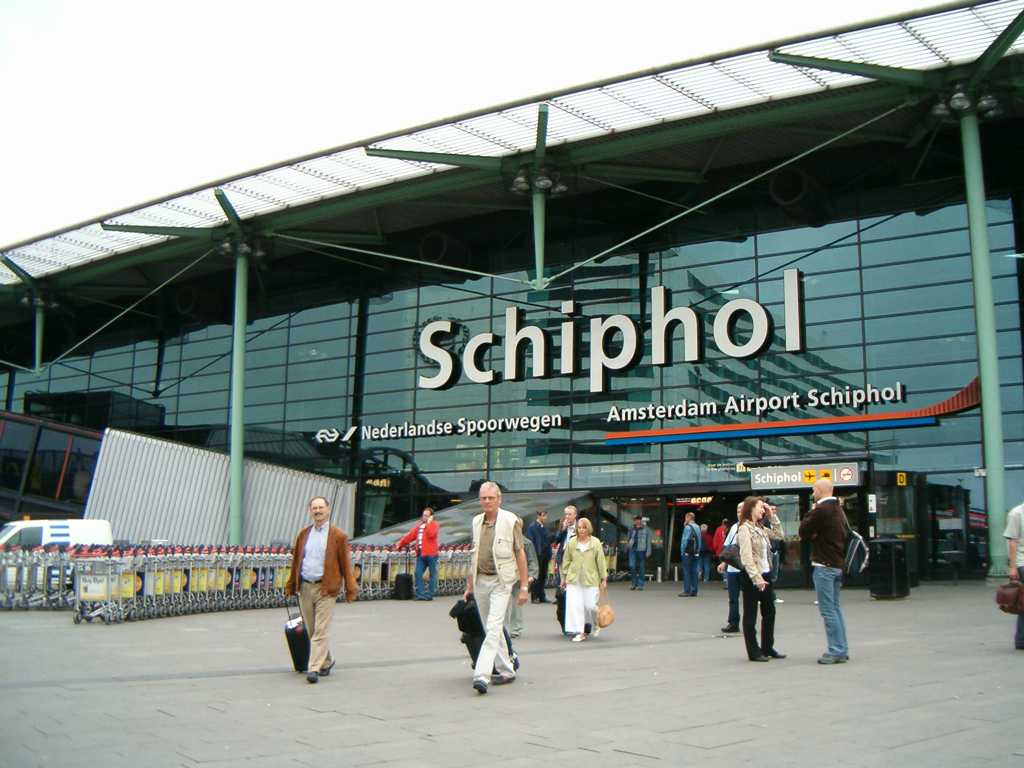
Aeroporto de Schiphol

Amesterdão foi concebido em 1932 para ser o centro, uma espécie de "quilômetro zero", do sistema rodoviário dos Países Baixos, com autoestradas numeradas de um a oito e cujo ponto de partida é a capital holandesa. A eclosão da Segunda Guerra Mundial e as consequentes mudanças de prioridades levaram à situação atual, em que apenas as estradas A1, A2 e A4 são originárias de Amesterdão de acordo com o plano original. A estrada A3 para Roterdão foi cancelada em 1970. A estrada A8, que conduz ao norte de Zaandam, e o rodoanel A10 foram abertos entre 1968 e 1974.
O transporte público de Amesterdão consiste em oito meios de locomoção: conexões de trem a qualquer parte dos Países Baixos e a destinos internacionais, 5 linhas de metrô, 16 linhas dos famosos eléctricos (bondes), 55 linhas de ônibus urbano, várias linhas de ônibus regional, vários ferries (também para ciclistas), 2 centrais de táxi e 1 comboio de alta velocidade (Thalys).
Amesterdão é famosa pela enorme quantidade de bicicletas e é o centro mundial delas. Quase todas as ruas principais têm vias para ciclistas, e pode-se deixar a bicicleta em qualquer lugar. Em Amesterdão, existem ao redor de 700 000 ciclistas (750 000 habitantes). Cerca de 60% dos movimentos pendulares no centro da cidade são efetuados usando bicicleta e 38% na generalidade da cidade.
O Aeroporto de Schiphol localiza-se a cerca de vinte minutos de comboio do centro de Amesterdão. É o maior aeroporto dos Países Baixos por número de passageiros, o quinto da Europa (atrás do Aeroporto de Londres Heathrow, do aeroporto de Frankfurt, Charles de Gaulle de Paris e Barajas de Madrid) e o décimo do mundo. Cada ano passam cerca de 44 milhões de viajantes por Schiphol. É o terceiro maior aeroporto da Europa em relação à quantidade de operações de carga (1 450 toneladas em 2005, depois de Paris e Frankfurt).

## Cultura

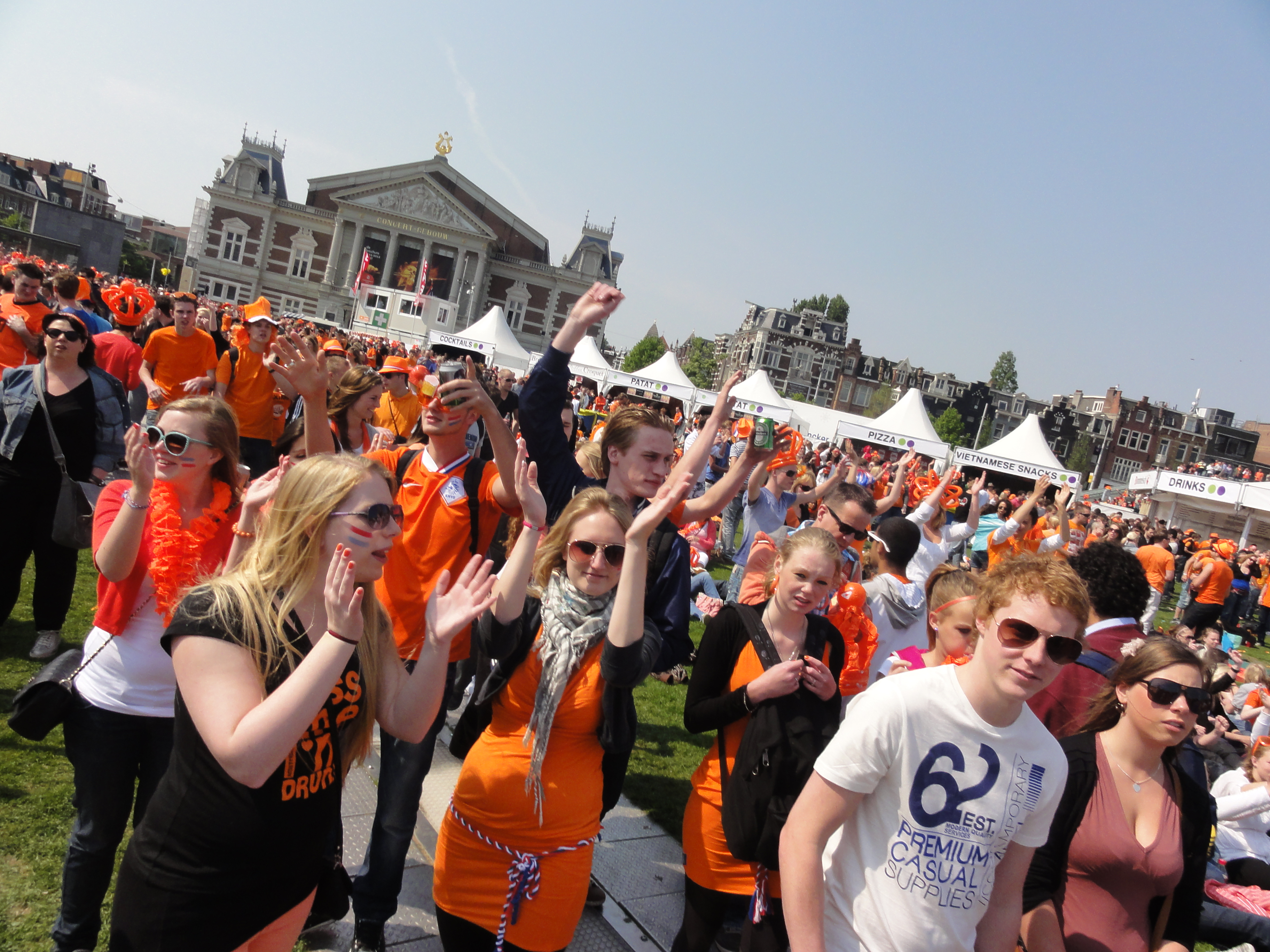
Holandeses vestidos de laranja para celebrar o Dia da Rainha, em Amesterdã, 2011

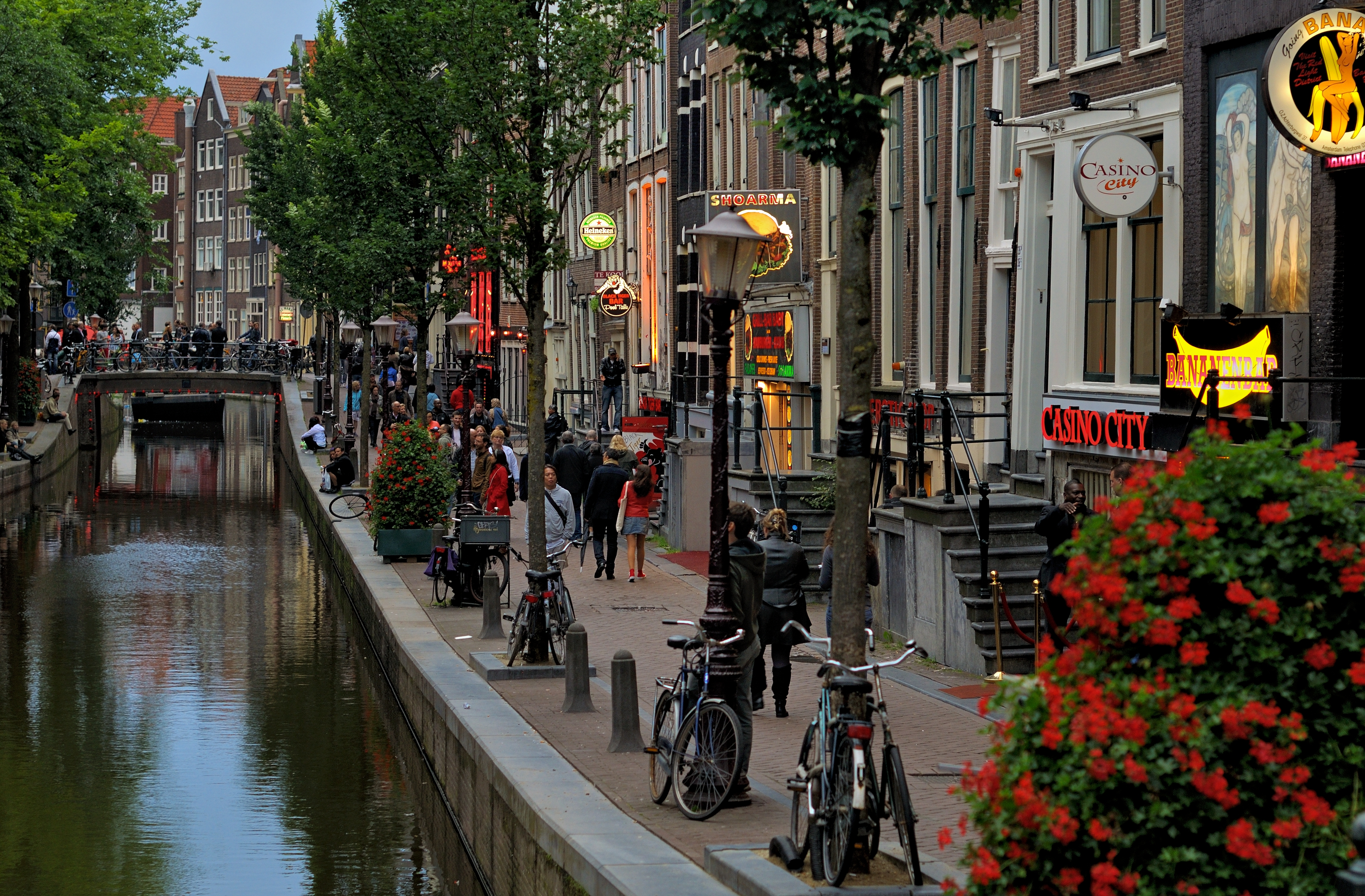
De Wallen, a famosa zona de meretrício de Amesterdão

A Casa de Anne Frank é um destino turístico muito popular, bem como o Hortus Botanicus Amsterdam, fundado no começo da década de 1960, um dos mais antigos jardins botânicos do mundo, com muitas antigas e raras espécies, entre as quais está a planta de café da qual saiu o ramo que serviu como base das plantações na América Central e América do Sul (o ramo foi um presente de Luís XIV de França e foi levado a colônia francesa de Martinica em 1714, onde frutificou).
Em Amesterdão encontra-se a conhecida fábrica de Cerveja Heineken, que também tem seu museu Heineken Experience. O clube desportivo AFC Ajax tem como sede e estádio na cidade, chamado Johan Cruijff Arena. Também a prestigiosa sala de concertos Concertgebouw é sede da igualmente famosa orquestra sinfônica, a Orquesta Real de Concertgebouw, que deu seu primeiro concerto em 3 de novembro de 1888.
Há numerosos edifícios, igrejas, praças e pontes que merecem uma visita. Uma data bem interessante para visitar a cidade é o Dia da Rainha ou Koninginnedag a 30 de abril. Neste dia todos os habitantes da cidade vendem nas ruas todo tipo de coisas, principalmente objectos de casa que já não utilizam. A cidade transforma-se em mercado e numa verdadeira festa e as ruas ficam abarrotadas de gente vestida da cor da casa real, o laranja.
O espírito liberal que ela herdou da Idade do Ouro justifica o fato de nela existirem alguns cafés, os chamados coffeeshops, onde é autorizado o consumo de drogas leves e de existir uma indústria do Sexo legalizada. No "Red Light District" (ou Bairro da Luz Vermelha) as ruelas estão lotadas de sex shops, bares onde decorrem espetáculos eróticos, cinemas eróticos e até um museu do sexo. A Prostituição nos Países Baixos é completamente legalizada nas zonas designadas para ela. Amesterdão é o centro cultural holandês. Duas universidades são mantidas pela cidade, além da Orquestra do Concertgebouw, Muziekgebouw aan 't IJ, de fama internacional, da Companhia Teatral da Cidade e da Ópera do Estado. As atrações turísticas de notoriedade que se localizam no centro histórico da cidade são, exemplificando, a Igreja Velha, que se ergueu no século XIII, o ex-prédio da Prefeitura, atualmente o Palácio Real e a residência onde Rembrandt passou a sua vida.

### Museus

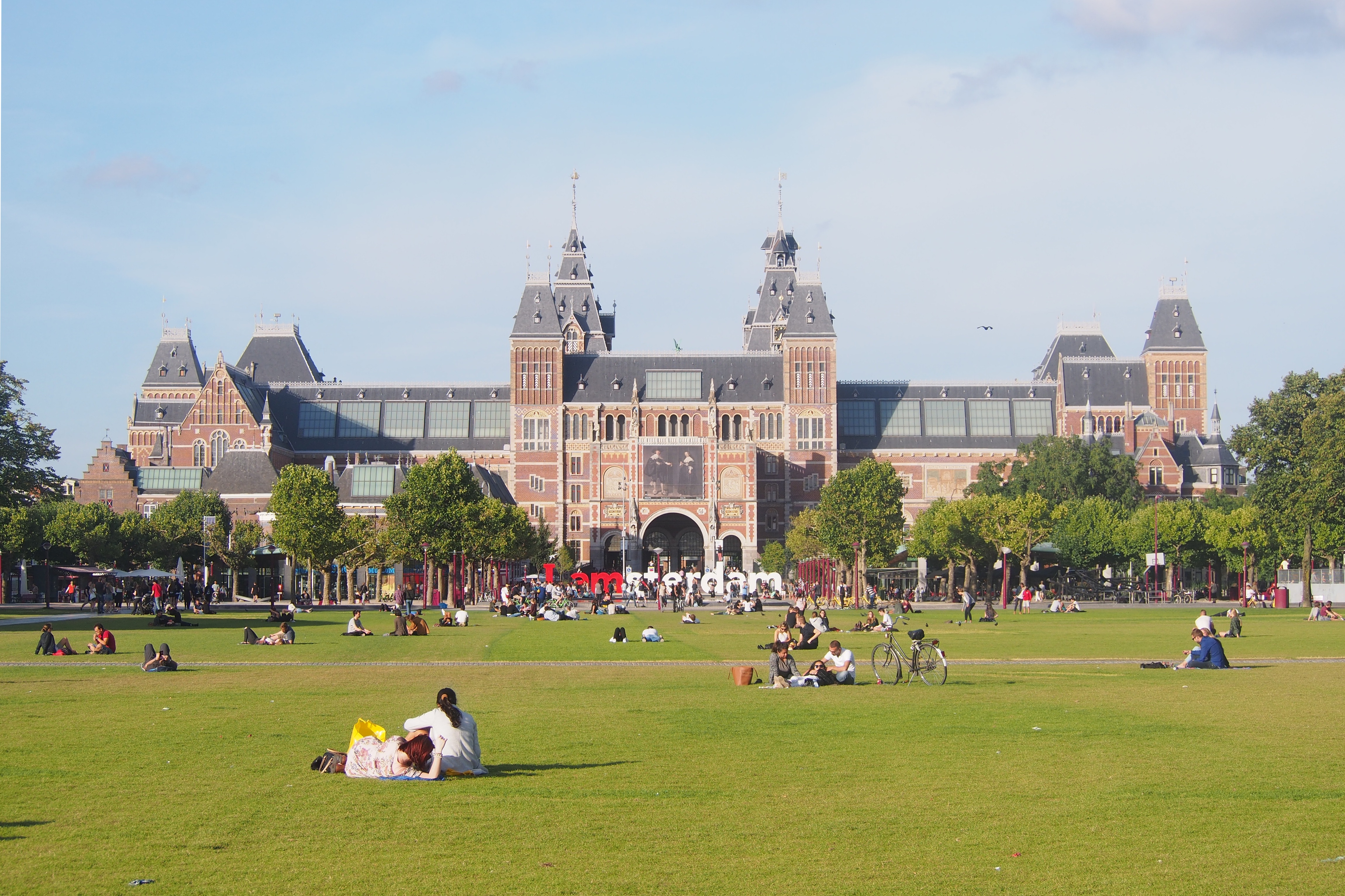
Rijksmuseum

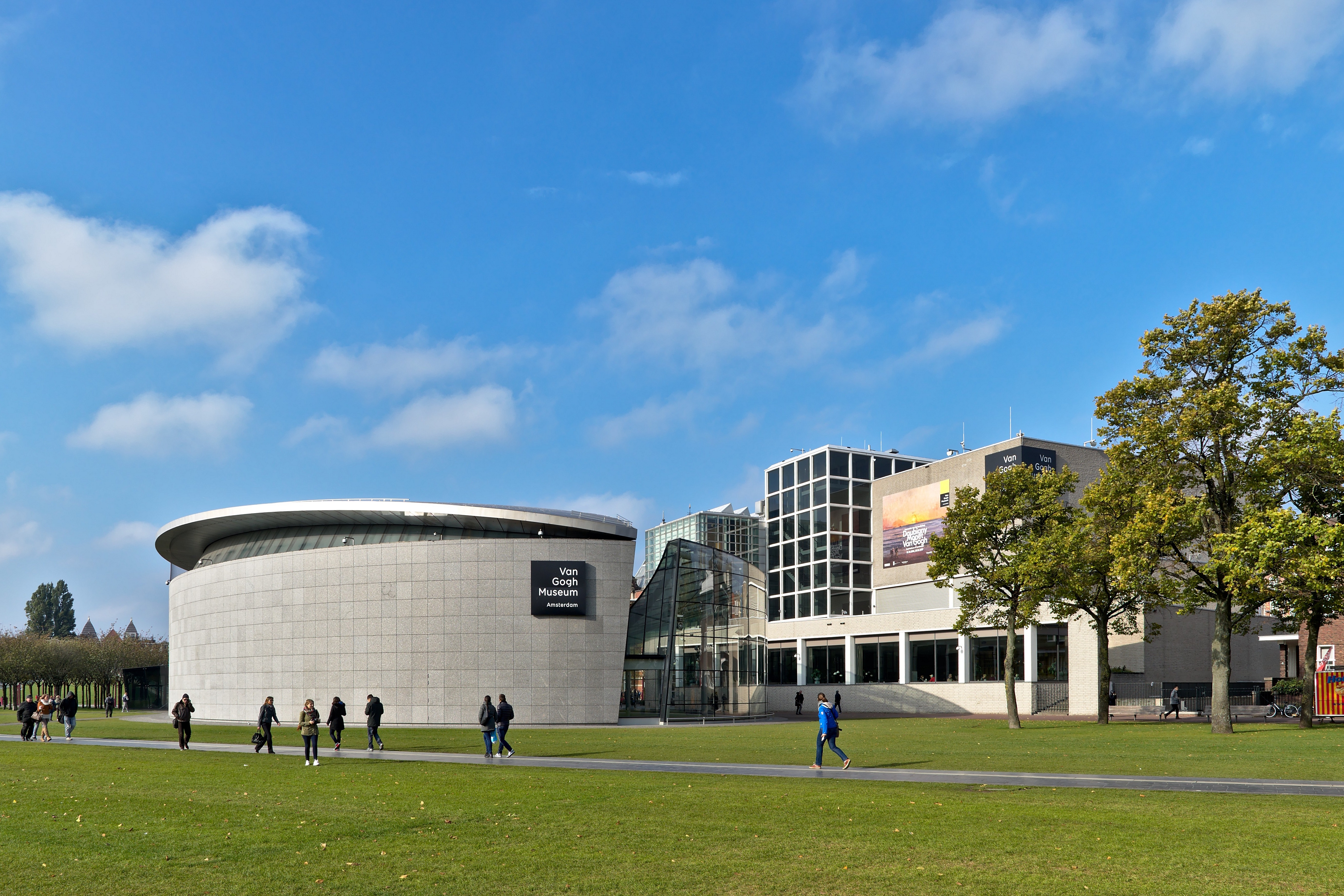
Museu Van Gogh

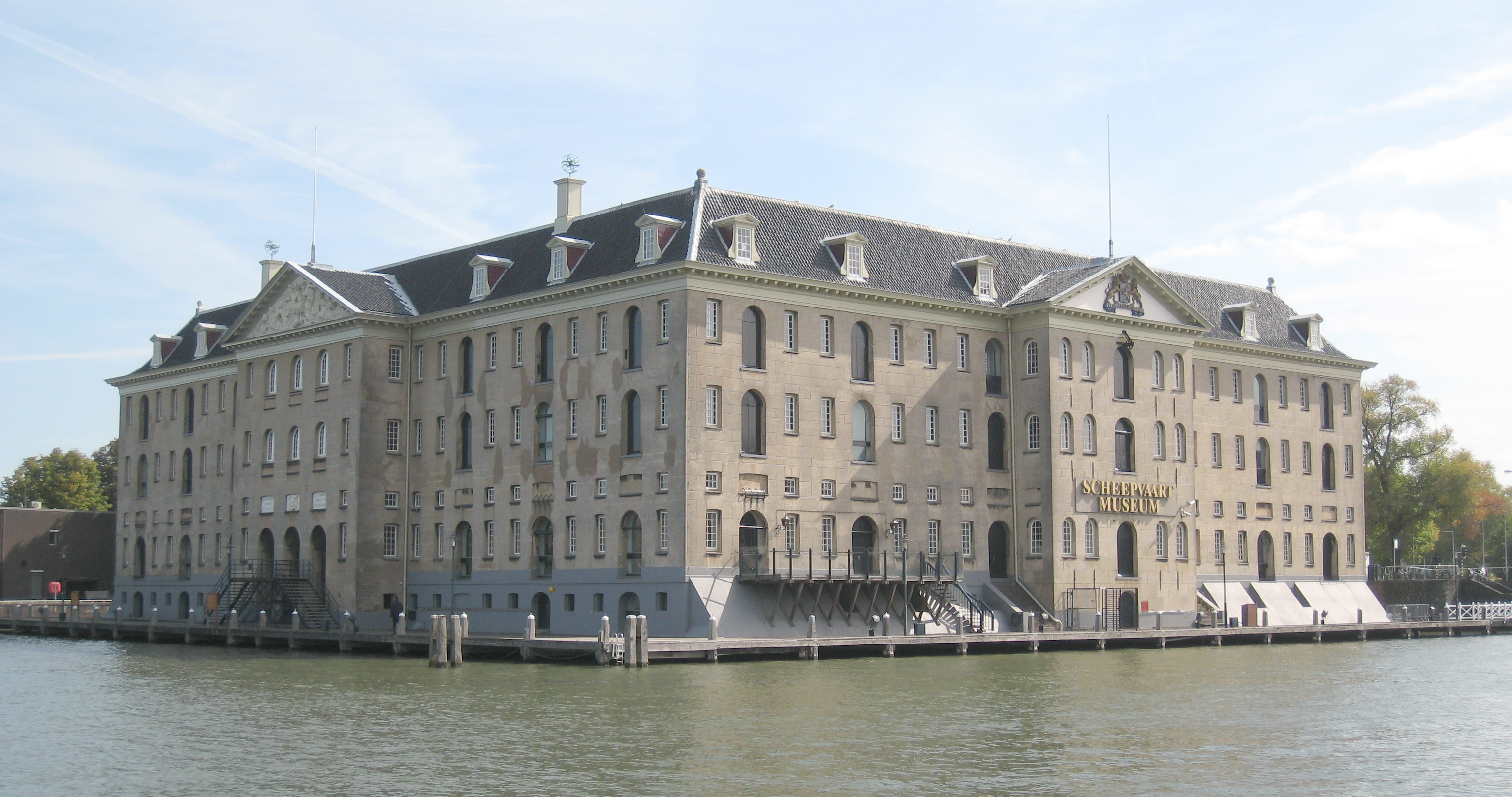
Het Scheepvaartmuseum (Museu Marítimo Nacional)

O Rijksmuseum possui a maior e mais importante coleção de arte clássica holandesa. Foi inaugurado em 1885. Sua coleção consiste em quase um milhão de objetos. O artista mais associado a Amsterdã é Rembrandt, cujo trabalho, e o trabalho de seus alunos, está exposto no Rijksmuseum. A obra-prima de Rembrandt, A Ronda Noturna, é uma das principais peças de arte do museu. Também abriga pinturas de artistas como Bartholomeus van der Helst, Johannes Vermeer, Frans Hals, Ferdinand Bol, Aelbert Cuyp, Jacob van Ruisdael e Paulus Potter. Além de pinturas, a coleção é composta por uma grande variedade de artes decorativas. Isso varia de porcelana de Delft a casas de bonecas gigantes do século XVII. O arquiteto do edifício de estilo neogótico foi P.J.H. Cuypers. O museu passou por uma reforma de 375 milhões de euros por 10 anos a partir de 2003. A coleção completa foi reaberta ao público em 13 de abril de 2013 e o Rijksmuseum continua sendo o museu mais visitado de Amsterdã, com 2,2 milhões de visitantes em 2016 e 2,16 milhões em 2017.
Van Gogh viveu em Amsterdã por um curto período e há um museu dedicado ao seu trabalho. O museu está instalado em um dos poucos edifícios modernos nesta área de Amsterdã e foi projetado por Gerrit Rietveld. Este edifício é onde a coleção permanente é exibida. Um novo edifício foi adicionado ao museu em 1999, conhecido como a ala de espetáculos, e foi projetado pelo arquiteto japonês Kisho Kurokawa. Seu objetivo é abrigar as exposições temporárias do museu. Algumas das pinturas mais famosas de Van Gogh, como Os Comedores de Batata e Doze Girassóis numa Jarra, estão na coleção. O Museu Van Gogh é o segundo museu mais visitado de Amsterdã, não muito atrás do Rijksmuseum em termos de número de visitas, com um público de aproximadamente 2,1 milhões de pessoas ao longo de 2016, por exemplo.

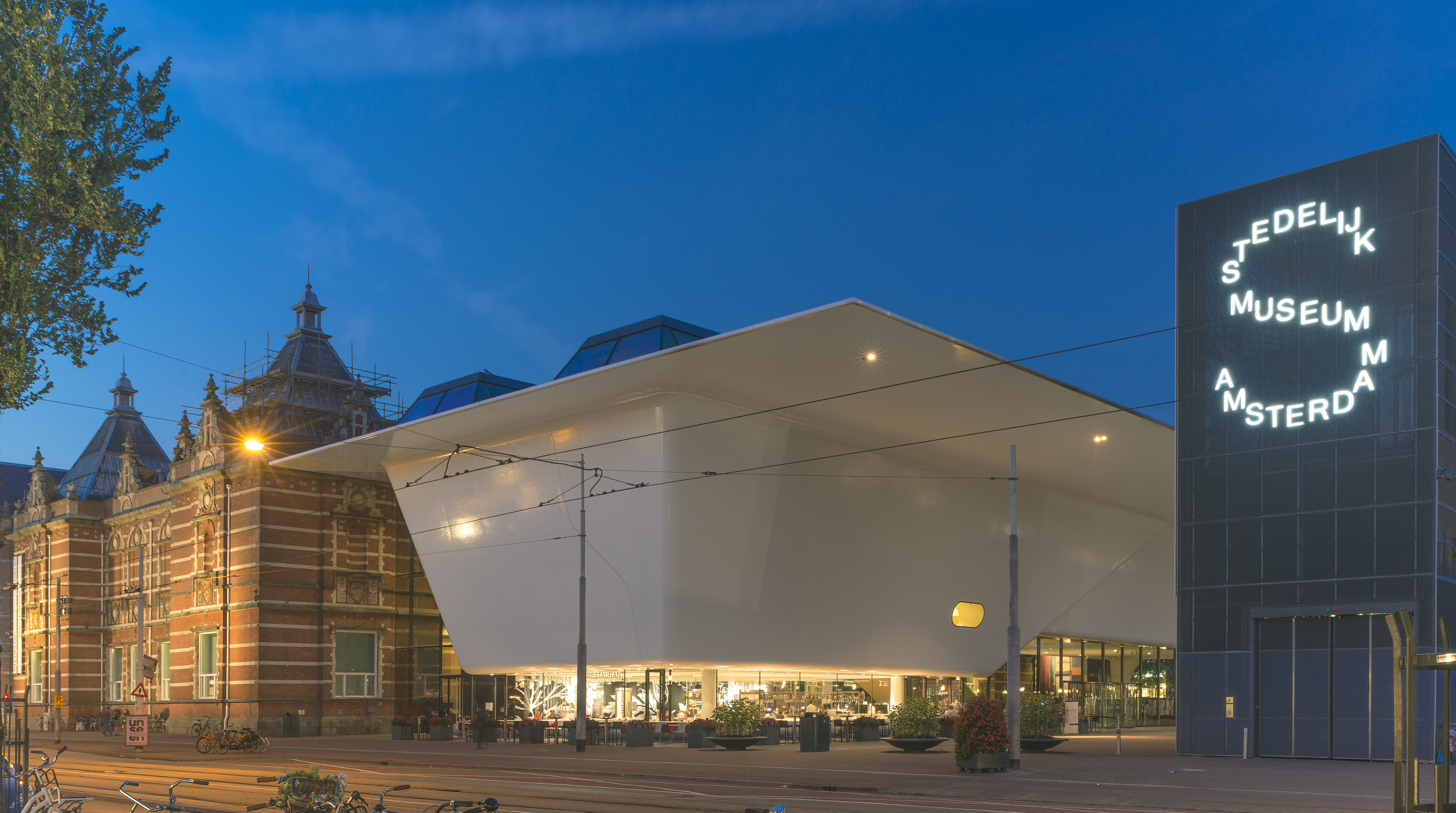
Museu Stedelijk

Ao lado do museu Van Gogh fica o Museu Stedelijk. Este é o museu de arte moderna mais importante de Amsterdã. O museu é tão antigo quanto a praça que faz fronteira e foi inaugurado em 1895. A coleção permanente consiste em obras de arte de artistas como Piet Mondrian, Karel Appel e Kazimir Malevich. Após renovações que duraram vários anos, o museu foi inaugurado em setembro de 2012 com uma nova extensão composta que foi chamada de 'A Banheira' devido à sua semelhança com uma.
Amsterdã contém muitos outros museus em toda a cidade. Eles variam de pequenos museus, como o Verzetsmuseum (Museu da Resistência), a Casa de Anne Frank e a Casa de Rembrandt, aos muito grandes, como o Tropenmuseum (Museu dos Trópicos), Museu de Amsterdã (anteriormente conhecido como Museu Histórico de Amsterdã), Hermitage Amsterdam (uma dependência do Museu Hermitage em São Petersburgo) e o Museu Joods Historisch (Museu Histórico Judaico). O NEMO, de estilo moderno, é dedicado a exposições científicas para crianças.

### Esportes

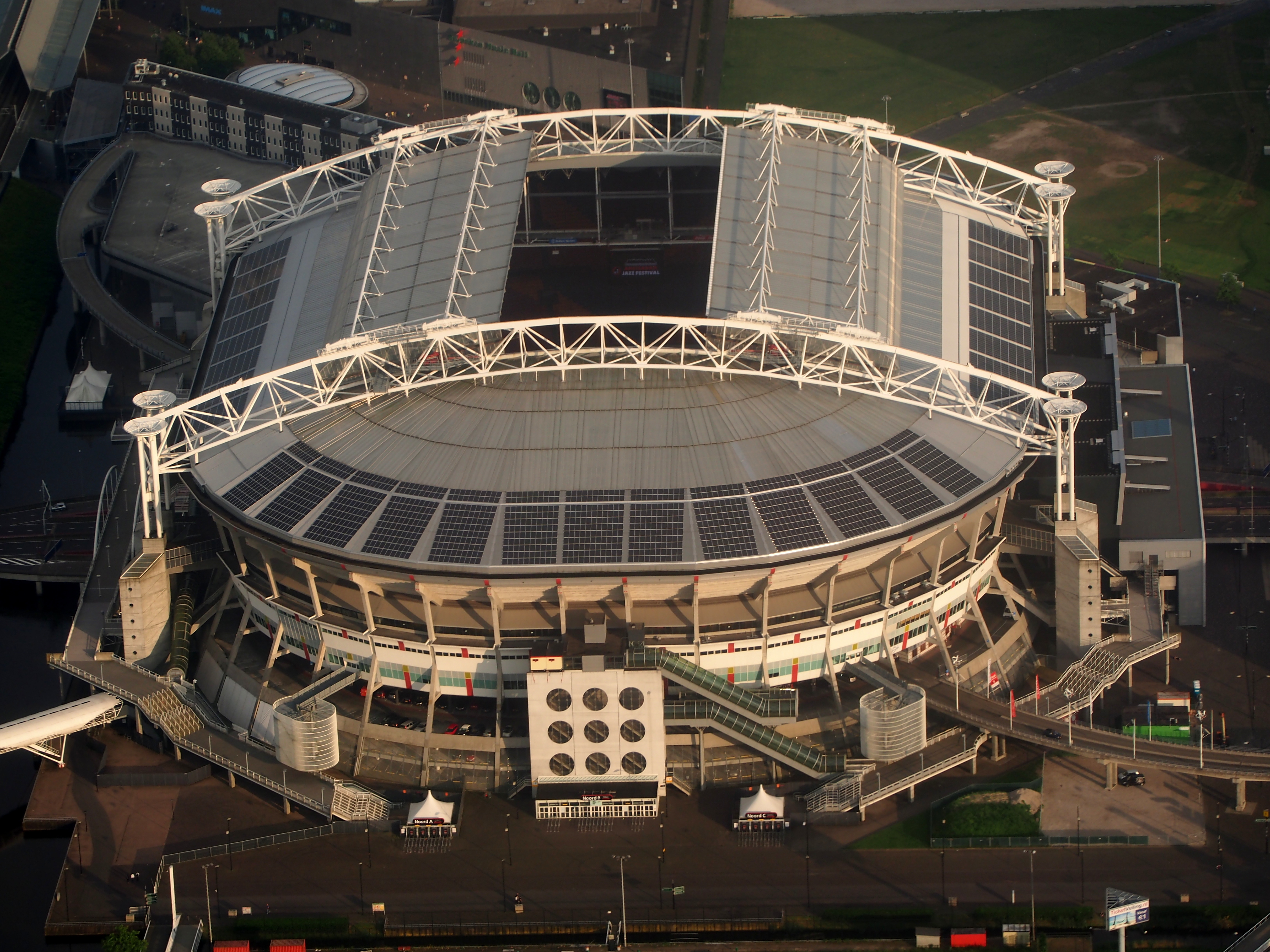
Johan Cruyff Arena, a casa do AFC Ajax

Amsterdã é a casa do clube de futebol da Eredivisie, o AFC Ajax. O estádio Johan Cruyff Arena é a casa da equipe. Ele está localizado no sudeste da cidade, próximo à nova estação ferroviária Amsterdam Bijlmer ArenA. Antes de se mudar para sua localização atual em 1996, o Ajax jogava suas partidas regulares no agora demolido De Meer Stadion na parte leste da cidade ou no Estádio Olímpico. Em 1928, Amsterdã sediou os Jogos Olímpicos de Verão. O Estádio Olímpico construído para a ocasião foi completamente restaurado e agora é usado para eventos culturais e esportivos, como a Maratona de Amsterdã.
Amsterdam também detém duas franquias do futebol americano: o Amsterdam Crusaders e o Amsterdam Panthers. O time de beisebol Amsterdam Pirates compete na Honkbal Hoofdklasse, a principal liga holandesa do esporte. Existem três times de hóquei em campo: Amsterdam, Pinoké e Hurley, que jogam seus jogos ao redor do Estádio Wagener na cidade vizinha de Amstelveen. O time de basquete Amsterdam Basketball compete na primeira divisão holandesa e joga seus jogos no Sporthallen Zuid. Amsterdã sediou a Gymnaestrada em 1991 e em 2023.